# Súgandafjörður
Der Súgandafjörður ist ein Fjord in den Westfjorden im Nordwesten Islands.
Der Fjord wird auch einfach Súgandi genannt und reicht über 13 Kilometer weit in das Land bei einer Breite von kaum 1,5 Kilometern. An seinem Südufer nahe der Mündung liegt der Ort Suðureyri. Der ist über den Súgandafjarðarvegur (Straße 65) durch den Breiðadals-og-Botnsheiðar-Tunnel mit dem Vestfjarðavegur  verbunden.